# Víctor Diogo
Víctor Hugo Diogo Silva (Treinta y Tres, 1958. április 9. – ) uruguayi válogatott labdarúgó.

## Pályafutása

### Klubcsapatban
1977 és 1984 között a Peñarolban játszott, melynek tagjaként három (1979, 1981, 1982) bajnoki címet szerzett és 1982-ben megnyerte a Libertadores-kupát és a Interkontinentális kupát. 1984 és 1989 között Brazíliában a Palmeiras játékosa volt. 

### A válogatottban
1979 és 1986 között 33 alkalommal szerepelt az uruguayi válogatottban és 1 gólt szerzett. Részt vett és az 1986-os világbajnokságon, ahol az uruguayiak összes csoportmérkőzésén kezdőként lépett pályára. Az Argentína elleni nyolcaddöntőben nem kapott lehetőséget. Tagja volt az 1980-as Mundialitón és az 1983-as Copa Américán győztes válogatott keretének is.

## Sikerei
Peñarol
- Uruguayi bajnok (3): 1979, 1981, 1982
- Copa Libertadores (1): 1982
- Interkontinentális kupa (1): 1982

Uruguay
- Mundialito győztes (1): 1980
- Copa América győztes (1): 1983